# Scott Booth
Pour les articles homonymes, voir Booth.
Scott Booth est un footballeur écossais né le 16 décembre 1971 à Aberdeen. Il évoluait au poste d'attaquant.
Il a participé à l'Euro 1996 et à la Coupe du monde 1998 avec l'équipe d'Écosse.
Il est l'entraîneur de Birmingham City WFC depuis fin juin 2021. Il est démis de ses fonctions en novembre de la même année.

## Carrière
- 1988-97 :  Aberdeen FC
- 1997-00 :  Borussia Dortmund
- 1998 : →  FC Utrecht (prêt)
- 1999 : →  Vitesse Arnhem (prêt)
- 2000-03 :  FC Twente
- 2003-04 :  Aberdeen FC

## Sélections
- 22 sélections et 6 buts avec l' Écosse de 1993 à 2001.

## Palmarès
- Vainqueur de la Coupe d'Écosse en 1990 avec Aberdeen
- Vainqueur de la Coupe de la Ligue en 1990 et 1996 avec Aberdeen